# Giovanni Carbonara
Giovanni Carbonara (Roma, 27 novembre 1942 – Roma, 1º febbraio 2023) è stato un architetto italiano.
Storico dell'architettura e teorico del restauro, è considerato il capofila della cosiddetta Scuola romana del restauro architettonico.

## Biografia
(Giovanni Carbonara, in Che cos'è il restauro? Nove studiosi a confronto, (da un'idea di B. Paolo Torsello), Venezia, Marsilio, 2005)
Laureatosi in architettura nel 1967, dopo un breve periodo di servizio come architetto nelle soprintendenze (1969), si iscrive alla Scuola di specializzazione per lo studio ed il restauro dei monumenti, conseguendo il diploma nel 1971.
Dal 1969 al 1980 collabora come assistente alla cattedra di Storia dell'architettura di Renato Bonelli all'Università degli studi di Roma "La Sapienza". Dal 1975 è professore incaricato di Storia dell'architettura e in seguito di Restauro dei monumenti, prima all'Università di Pescara e poi a Roma. Dal 1980 è professore ordinario di Restauro dei monumenti a Roma.
È stato coordinatore del dottorato di ricerca in Conservazione dei beni architettonici e direttore della Scuola di specializzazione in Beni architettonici e del paesaggio (già Scuola di specializzazione in Restauro dei monumenti).
Ha inoltre tenuto lezioni presso l'Istituto Centrale del Restauro, l'ICCROM (International Centre for the Study of the Preservation and Restoration of Cultural Property), la Scuola archeologica italiana di Atene, e numerosi altri istituiti culturali italiani e stranieri.
L'attività scientifica di Giovanni Carbonara si concentra principalmente sullo studio della storia dell'architettura e del restauro e sulla teoria del restauro. Quest'ultimo ambito di ricerca è quello che lo vede maggiormente attivo con opere che lo resero molto noto fin dalla pubblicazione (1976) di La reintegrazione dell'immagine, uno studio sull'applicazione all'architettura della teoria brandiana del restauro. Grande diffusione ha avuto inoltre l'enciclopedico Trattato di restauro architettonico la cui pubblicazione ha avuto inizio con i quattro volumi del 1996 ed è giunta all'undicesimo volume del 2008.
Nell'ultimo quarto del Novecento e nei primi anni del nuovo secolo, la figura di Carbonara appare di primaria importanza nell'ambito del dibattito sulla teoria del restauro per il rilevante contributo all'evoluzione della scuola romana verso posizioni critico-conservative attraverso una crescita di interesse per la tutela del dato materiale.

## Il restauro critico-conservativo
Secondo Carbonara il restauro dei monumenti è un’attività rigorosamente scientifica e filologicamente fondata che ha come fine la conservazione e una lettura chiara e storicamente corretta delle opere interessate (singoli edifici, ma anche intere città, il paesaggio, il territorio).
La disciplina deve godere di fondamento storico-critico concretizzato attraverso il ricorso a tecniche di analisi, rilievo, rappresentazione grafica e costruttive, insieme alle scienze fisiche e chimiche. Tali componenti insieme non costituiscono una semplice somma, ma trovano un’unità espressiva e concettuale in una soluzione anche estetica del problema, da perseguire attraverso le modalità del linguaggio architettonico.
L'elemento qualificante l'operazione di restauro, non può essere la conservazione «pura» ma nemmeno la sola facilitazione della lettura, spinta fino al ripristino. Infatti, si intende per restauro un intervento diretto sull’opera, ivi inclusa anche una sua eventuale modifica, sempre sotto un controllo tecnico-scientifico e storico-critico. Per conservazione, invece, si intende un’opera di prevenzione e salvaguardia da attuare con continuità per evitare il restauro, evento comunque traumatico per il manufatto.
Le motivazioni del restauro discendono dall’aver riconosciuto nell’opera un valore particolare che si intende trasmettere al futuro, un valore che qualifica l’opera come bene culturale e può essere di varia natura (artistico, testimoniale, estetico, storico, …).
La posizione di Carbonara rifiuta modalità di intervento prive di vincoli e non rispondenti alle indicazioni evidenziate dalla comprensione storico-critica dell’oggetto che pur accetta, anzi “invoca”, interventi di creatività, mai però imitativa di forme e tecniche del passato, riconoscendo necessaria l’intima fusione tra conservazione e innovazione. L’atto di comprensione dell’opera, che ha sempre valore di ipotesi e non di scientifica certezza, stabilisce i criteri-guida vigenti in materia, come la distinguibilità, la reversibilità, il minimo intervento, il rispetto dell’autenticità.
Le indicazioni fornite costituiscono una direttrice «critico-conservativa»:
- conservativa, perché richiede innanzitutto che il monumento venga trasmesso al futuro nelle migliori condizioni possibili e, in secondo luogo, perché l’attuale coscienza storica impone di conservare molto più che in passato;
- critica, per l’esplicito riferimento alle formulazioni teoriche omonime, con il convincimento che ogni intervento costituisca un episodio a sé, non inquadrabile in categorie.

Il restauro, secondo Carbonara e come spiegato anche da Paolo Torsello, non è questione assiomatica, “si nutre del dubbio e della conseguente ricerca, richiede apertura mentale ed equilibrio, rigore concettuale e insieme spirito pratico”. Ciò che si può insegnare è, al massimo, una metodologia di approccio a problemi sempre diversi.
Non costituiscono interventi di restauro il ripristino, il risarcimento di una struttura, la riparazione funzionale di un oggetto, la reinvenzione o il rifacimento più o meno integrale di un oggetto. Queste sono azioni che trasfigurano il monumento riprogettandolo o riducendolo a mero sfondo come citazione dell’antico di un’espressione architettonica moderna. Non si tratta di restauro poiché la materia antica non è conservata né rispettata nei suoi valori ma ridotta a spunto di esercitazione progettuale (operazioni «oltre il restauro»).
Non sono restauro neanche il riuso e i suoi derivati come rivitalizzazione, valorizzazione, recycling o recupero (operazioni «accanto al restauro»). Il riuso, infatti, è un valido mezzo per assicurare la conservazione di un edificio assegnando ad esso una nuova funzione volgendolo a scopi sociali, ma non è il fine primario del restauro. Il recupero si rivolge indifferentemente all’intero patrimonio esistente maltenuto o inutilizzato ma per motivazioni pratiche ed economiche, non per ragioni scientifiche e di interesse conservativo.
Infine, non sono restauro neanche la salvaguardia, la manutenzione e la prevenzione, interventi importanti ma ricadenti nel campo della conservazione in senso stretto (operazioni «al di qua del restauro»).